# Юлу, Фюльбер
Фюльбе́р Юлу́ (фр. Fulbert Youlou; 19 июля 1917 или 9 июля 1917, Пул или Браззавиль — 6 мая 1972 или 5 мая 1972, Мадрид) — конголезский политический и государственный деятель, лидер движения за независимость, первый президент независимого Конго. Священник Римско-католической церкви. Проводил курс экономического либерализма, антикоммунизма и прозападной внешней политики. Свергнут в результате массовых протестов в августе 1963 года. Заочно приговорён к смертной казни. Скончался в эмиграции. Реабилитирован в 1991 году.

## Учёба и священнослужение
Родился в департаменте Пул. Выходец из народности лари. В девятилетнем возрасте был крещён по католическому обряду. Окончил семинарию в Браззавиле, продолжал религиозное образование в Яунде. Занимался теологическими исследованиями.
9 июня 1946 Фюльбер Юлу был рукоположён в священники и назначен на приход в Браззавиле. Активно занимался общественной деятельностью — руководил молодёжными католическими молодёжными организациями, спортивными обществами, курировал церковный надзор за больницей и тюрьмой.

## Политическая карьера
С 1947 Фюльбер Юлу занялся политикой. Выступал с антиколониальных позиций, демонстрировал выдающиеся ораторские способности. Пользовался популярностью в среде националистов лари. Позиционировался как наследник-продолжатель популярного деятеля Андрэ Матсвы с намёками на мистическое перевоплощение. Вызывал недовольство французской администрации и церковного начальства, подвергался дисциплинарным взысканиям.
В октябре 1955 Юлу выдвинул свою кандидатуру в законодательный орган, за что был лишён права священнослужения и ношения рясы. Предвыборная кампания сопровождалась вспышками межплеменного насилия и вмешательством полицейских сил. Юлу не удалось избраться, но он расширил свою популярность. При этом он, несмотря на запрет в служении, по-прежнему позиционировался как священник и получил прозвище L’Abbé Youlou — Аббат Юлу.
17 мая 1956 года Фюльбер Юлу учредил партию Демократический союз защиты африканских интересов (UDDIA). Партия занимала позиции правого национализма и антикоммунизма, противостояла левоориентированной Конголезской прогрессистской партии и Африканскому социалистическому движению. Между активистами регулярно происходили столкновения. Символом UDDIA был избран крокодил как олицетворение мистической мощи. В ноябре 1956 Юлу был избран мэром Браззавиля. В том же году он способствовал созданию организации «Женщины-кайманы» как женского крыла политической партии UDDIA.
Вокруг харизматичного Аббата Юлу постепенно консолидировалась большая часть политических активистов, выступающих за независимость Конго. На выборах 1957 UDDIA получил большинство в законодательной ассамблее. Выступления в пользу Шарля де Голля перед французским референдумом 1958 года обеспечили Юлу поддержку Парижа. 8 декабря 1958 Фюльбер Юлу был утверждён на посту главы временного правительства.
В течение 1959 правительство Юлу жёстко подавило оппозицию. Это было сделано в результате серии кровавых столкновений с социалистами, вызывавших вмешательство французских войск, а также политических манёвров, направленных на разобщение противников и интеграцию их в контролируемую систему. 20 февраля 1959 полномочия премьера были официально расширены. На всех постах в администрации и силовых структурах оказались сторонники Юлу или оппоненты, согласившиеся на компромисс (например, лидер Африканского социалистического движения Жак Опанго был сперва заключён в тюрьму, но затем назначен премьер-министром).

## Первый президент
15 августа 1960 года была провозглашена независимость Республики Конго. Фюльбер Юлу занял пост президента. В стране насаждался культ главы государства. Политика велась жёсткими авторитарными методами, отмечались случаи, когда во время парламентской дискуссии президент грозил депутатам огнестрельным оружием. 20 марта 1961 Аббат Юлу был избран в президенты на безальтернативных выборах.
Внутренняя политика президента Юлу означала отстраивание авторитарной президентской системы. Политическая оппозиция преследовалась репрессивным аппаратом. В 1962 было объявлено о предстоящем переходе к однопартийной системе. Важную роль играла личная харизма Юлу, его умелое манипулирование религиозно-мистическими образами.
В экономике курс Юлу основывался на либерализме, стимулировании рынка, привлечении иностранных инвестиций и компаний, прежде всего французских. Удалось улучшить внешнеторговый баланс, увеличить объёмы экспорта. Особое внимание уделялось развитию энергетики, металлургической и химической промышленности, но эти проекты ограничивались нехваткой средств для капиталовложений. Несмотря на принципиальный экономический либерализм Юлу, две трети инвестиционных вложений являлась государственными — правительственными либо иностранными.
Важной экономической проблемой правления Юлу был постоянный рост бюджетного дефицита, лишь частично покрываемого французскими субсидиями. Это приводило к повышению налогов, введению мер жёсткой экономии, распространяемых и на чиновников. Ответом был рост коррупции, вызывавший возмущение в обществе. Непомерно выросли и личные расходы президента.
Внешняя политика Юлу ориентировалась на Запад, прежде всего Францию и отчасти США. Единственный из африканских лидеров, Фюльбер Юлу выступал за диалог с Португалией (с 1961 режим Салазара вёл колониальную войну в соседней Анголе). При этом Юлу симпатизировал движению за независимость Кабинды во главе с Луишем Ранке Франке, способствовал его международной поддержке.
Доминантой внешней политики являлся антикоммунизм. На этой основе Юлу пытался консолидировать прозападные африканские правительства. В декабре 1960 в Браззавиле по инициативе Юлу состоялся саммит двенадцати глав африканских государств, положивший начало Африканскому и малагасийскому союзу. При посредничестве Юлу прошли переговоры Моиза Чомбе с Жозефом Касавубу, направленные на изоляцию Патриса Лумумбы.
В то же время Фюльбер Юлу поддерживал дружественные отношения с марксистским президентом Гвинеи Ахмедом Секу Туре. Эта связь была обусловлена взаимным экономическим интересом: конголезская экономика нуждалась в гвинейских бокситах, гвинейская — в конголезском рынке сбыта.

## Свержение
Курс президента Юлу на установление однопартийной системы вызвал протесты профсоюзов. На 13 августа 1963 назначалась забастовка. Днём раньше профсоюзные лидеры были арестованы по приказу Юлу. Этот арест оказался его роковой ошибкой — рядовая акция протеста переросла в антиправительственное восстание. В Браззавиле начались столкновения демонстрантов с силами безопасности.
Вечером 13 августа Фюльбер Юлу выступил с обращением к народу. Он объявил о принятии чрезвычайных полномочий. Правительство подало в отставку, власть перешла к кабинету чрезвычайного управления, сформированного из лиц, лично преданных президенту.
Массовые протесты продолжались 14 августа. На следующий день, 15 августа, демонстрация двинулась к президентскому дворцу с требованием отставки Юлу. Началось брожение в армейском командовании. Капитан Феликс Музабакани — племянник президента — солидаризировался с оппозицией. Его поддержали другие влиятельные офицеры.
Последней попыткой Юлу удержание власти стало обращение к президенту Франции Шарлю де Голлю. Однако де Голль отказал в военной помощи. Понимая сложившуюся ситуацию, 15 августа 1963 года Фюльбер Юлу заявил о своей отставке с поста президента Конго.
Революционные события 13-15 августа 1963 года получили название Trois Glorieuses — «Три славных дня». Впоследствии это выражение вошло в гимн Народной Республики Конго.

## Эмиграция и осуждение
Сразу после отставки Фюльбер Юлу был арестован и заключён в военную тюрьму. Новый режим развернул репрессии против сторонников свергнутого президента. Однако глава государства Альфонс Массамба-Деба не хотел создавать прецедент физической расправы с предшественником. 25 марта 1965 Фюльбер Юлу был тайно переправлен в Конго (Леопольдвиль), где ему предоставил убежище Моиз Чомбе.
Социалистический режим Массамба-Деба строил свою идеологию и пропаганду на противопоставлении «проимпериалистическому» курсу Аббата Юлу. Первый президент Конго был объявлен «врагом конголезской нации». В июне 1965 в Браззавиле состоялся показательный процесс, на котором Юлу заочно приговорили к смертной казни по обвинениям в репрессиях, коррупции и оказании помощи свергнутому к тому времени Чомбе. Фюльбер Юлу категорически отверг все обвинения. Августовские события 1963 года он охарактеризовал как маоистский путч. Свою версию происшедшего Юлу изложил в антикоммунистической брошюре J’accuse la Chine — Я обвиняю Китай — изданной в 1966 году.
В ноябре 1965 Фюльбер Юлу обратился с просьбой к французскому правительству разрешить ему поселиться в Ницце. Президент де Голль и особенно его супруга Ивонн де Голль возражали против пребывания Юлу во Франции (президент в основном по политическим мотивам, супруга — из-за эксцентричной репутации Юлу как «расстриги» и многоженца). Несмотря на это, Юлу прибыл в Ле-Бурже с четырьмя жёнами и детьми. Де Голль намеревался выслать экс-президента обратно в Леопольдвиль, но его отговорил советник по африканским делам Жак Фоккар, ценивший прежнее сотрудничество Юлу с Францией. В итоге Юлу был отправлен в Испанию. Режим Франсиско Франко предоставил ему убежище, французское правительство выплатило на его содержание 500 тысяч франков.
Фюльбер Юлу сохранил в Конго значительную популярность, особенно среди лари. Мятежи «юлистского» характера отмечались с 1964 года. Сторонники Юлу во главе с капитаном Музабакани участвовали в свержении Массамба-Деба в 1968 году. Однако новый глава государства Мариан Нгуаби быстро подавил «юлистов». 23 марта 1970 года попытку «юлистского» переворота предпринял лейтенант Пьер Кинганга, но потерпел неудачу.

## Кончина
5 мая 1972 года Фюльбер Юлу скончался в Мадриде. Лари потребовали похоронить Юлу на родине. Во избежание конфликта, который поставил бы образ покойного в центр политической жизни, Нгуаби дал на это согласие. 16 декабря 1972 года останки Фюльбера Юлу были захоронены в соборе Браззавиля.
Имя Фюльбера Юлу оставалось в Народной Республике Конго под запретом (за исключением самых критических отзывов) до начала 1990-х годов. На первого президента возлагалась ответственность за все проблемы страны.

## Реабилитация
В 1991 году в Конго состоялась Национально-государственная конференция. Форум принял решения об отказе от государственной идеологии марксизма-ленинизма, переходе к многопартийной демократии и рыночной экономике, возвращении стране названия Республика Конго. Фюльбер Юлу был политически и юридически реабилитирован, его заслуги как первого главы независимого Конго признаны официально.
В мае 2015 года, к годовщине кончины Фюльбера Юлу, его сторонники потребовали соорудить полноценный мавзолей «отцу конголезской нации». Политические активисты и публицисты, оппозиционные Конголезской партии труда, считают свержение президента Юлу трагическим событием конголезской истории и отмечают оправданность многих его оценок и прогнозов (в том числе относительно китайской экспансии в Африке).